# Marcelo Viana

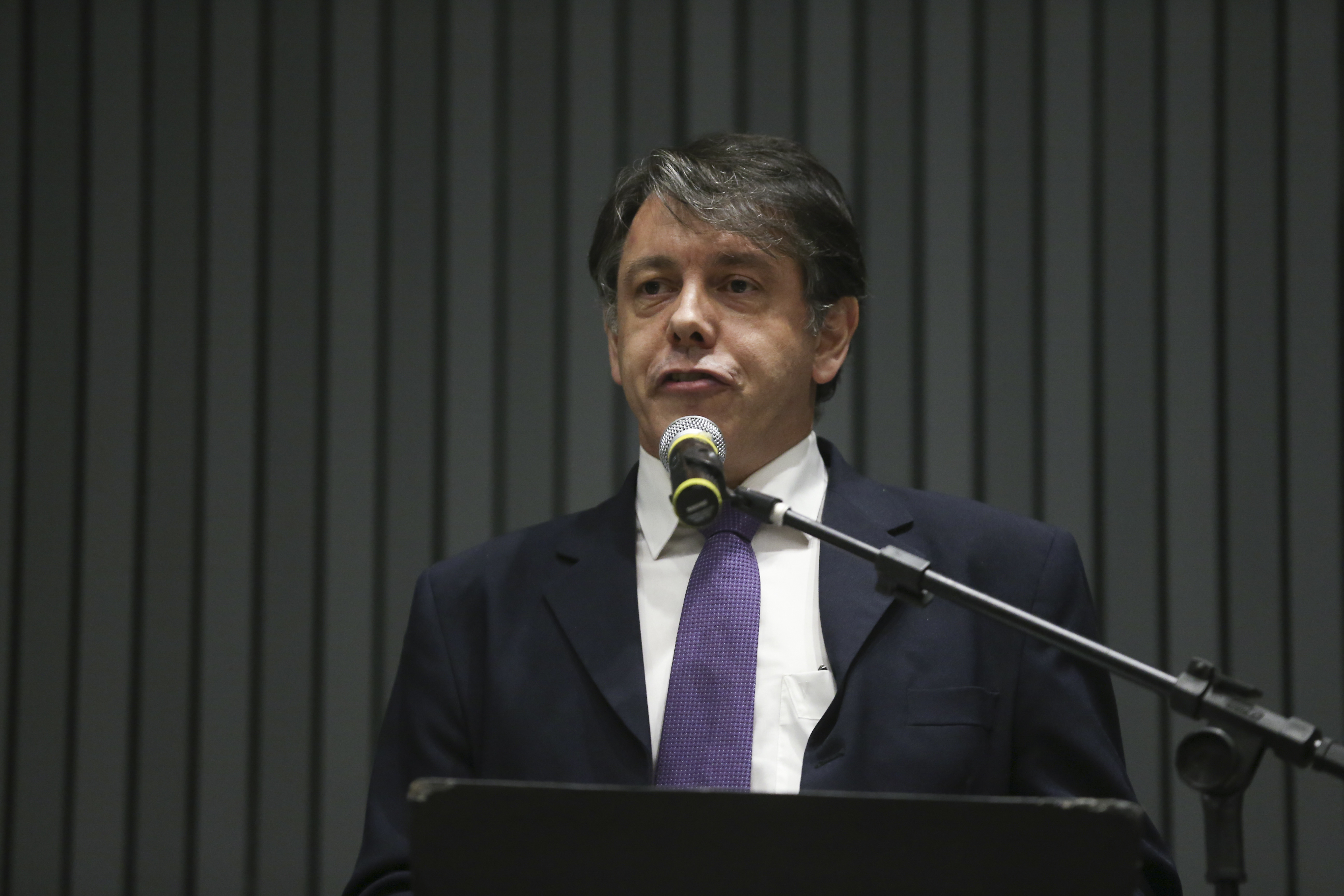
Marcelo Viana

Marcelo Miranda Viana da Silva (ur. 4 marca 1962 w Rio de Janeiro) – brazylijski matematyk, profesor i dyrektor Instituto Nacional de Matemática Pura e Aplicada (IMPA). Specjalizuje się w układach dynamicznych i teorii ergodycznej.

## Życiorys
W 1984 ukończył studia na Uniwersytecie w Porto. Stopień doktora uzyskał w 1990 w IMPA, promotorem jego doktoratu był Jacob Palis. Po doktoracie związał się zawodowo z IMPA, gdzie obecnie jest profesorem i dyrektorem. Był prezesem Brazylijskiego Towarzystwa Matematycznego i przewodniczącym komitetu organizacyjnego Międzynarodowego Kongresu Matematyków w Rio de Janeiro.
Autor ok. 70 prac, w tym 10 w najbardziej prestiżowych czasopismach matematycznych świata: „Annals of Mathematics”, „Inventiones Mathematicae” i „Acta Mathematica”. Redaktor m.in. „Ergodic Theory and Dynamical Systems” i „Transactions of the London Mathematical Society”.
W 1994 był wykładowcą sekcyjnym, a w 1998 wykładowcą plenarnym na Międzynarodowym Kongresie Matematyków. Wygłosił też wykład plenarny na International Congress of Mathematical Physics w 1994.
Wielokrotnie nagradzany, otrzymał m.in. TWAS Award w 1998 i DST-ICTP-IMU Ramanujan Prize w 2005. 
Członek Academia Brasileira de Ciências i The World Academy of Sciences (TWAS), zagraniczny członek korespondent Academia Chilena de Ciencias i Academia das Ciências de Lisboa.
Wypromował ponad 40 doktorów, jednym z jego wychowanków jest Jairo Bochi.